# Tinamou de Taczanowski
Nothoprocta taczanowskii
Espèce
Statut de conservation UICN

 VU B1ab(i,iii,v) : Vulnérable
Le Tinamou de Taczanowski (Nothoprocta taczanowskii) est une espèce d'oiseaux de la famille des Tinamidae.
Son nom est attribué au zoologiste polonais Władysław Taczanowski (1819–1890).

## Taxinomie
Le nom espagnol alternatif de cet oiseau est : Inambú de Pico Largo « tinamou à bec long ».

## Répartition
Cet oiseau fréquente les Andes orientales du sud-est du Pérou et du nord-ouest de la Bolivie.